# スウィート・シーズンズ
「スウィート・シーズンズ」（Sweet Seasons）は、キャロル・キングが1971年に発表した楽曲。

## 概要
トニ・スターン（Toni Stern）が詞を書き、キャロル・キングが作曲した。1971年12月発売のアルバム『ミュージック』に収録され、1972年1月11日にシングルカットされた。B面はアルバム未収録の「ポケット・マネー」。
1972年3月4日付のビルボード・Hot 100で9位を記録した。また、ビルボードのイージーリスニング・チャートで2位を記録した。
アイズレー・ブラザーズが1972年のアルバム『Brother, Brother, Brother』の中でカバーしている。

## シングルB面「ポケット・マネー」
シングルB面の「ポケット・マネー」はキングの作詞作曲。1972年2月公開のアメリカ映画『Pocket Money』の主題歌で、キングのオリジナル・アルバムには収録されなかった。スチュアート・ローゼンバーグが監督しポール・ニューマンとリー・マーヴィンが主演したにもかかわらず、映画は日本では公開されなかった。
1994年発売のコンピレーション・アルバム『私花集―オード・コレクション（1968 - 1976）』に収録されたのち、2007年に日本で再発された『ミュージック』のボーナストラックに収録された。